# مالوایسیموو
مالوایسیموو (انگلیسی: Maloisimovo) یک شهرک در شهرستان کوگارچینسکی جمهوری باشقیرستان در کشور روسیه است.